# Les Dales Hawerchuk 2
Albums de Les Dales Hawerchuk
Les Dales Hawerchuk
(2005) Le Tour du chapeau
(2011)
Les Dales Hawerchuk 2 est le deuxième album du groupe québécois de rock Les Dales Hawerchuk. Il est sorti le 30 avril 2008.
Le bassiste Martin Bergeron ayant quitté les Dales Hawerchuk en 2007 pour devenir ingénieur chez Bombardier, il est remplacé par Charles Perron, un ami du groupe, surnommé « Atlas ». La chanson Charles Atlas lui est dédiée.

## Fiche technique

### Liste des chansons
| No  | Titre                  | Durée |
| --- | ---------------------- | ----- |
| 1.  | Le réel du petit minou | 1:40  |
| 2.  | Le retour              | 1:46  |
| 3.  | Cage aux folles        | 2:08  |
| 4.  | À soir on sort         | 2:22  |
| 5.  | 2e galette             | 1:41  |
| 6.  | La Machine             | 2:10  |
| 7.  | Big Deb                | 0:44  |
| 8.  | Charles Atlas          | 1:45  |
| 9.  | Écœuré                 | 2:38  |
| 10. | Système parallèle      | 1:24  |
| 11. | Swomp                  | 3:48  |
| 12. | T'es-tu un Dales?      | 1:54  |
| 13. | Papillon               | 2:01  |
| 14. | Bébé phoque            | 1:19  |
| 15. | Moi je ne veux pas     | 3:04  |
| 16. | Chasseur à l'affût     | 2:48  |

### Interprètes
- Sylvain Séguin : voix et guitare
- Sébastien Séguin : voix et guitare
- Charles Perron : basse
- Pierre Fortin : batterie